# Miecislau IV da Polónia

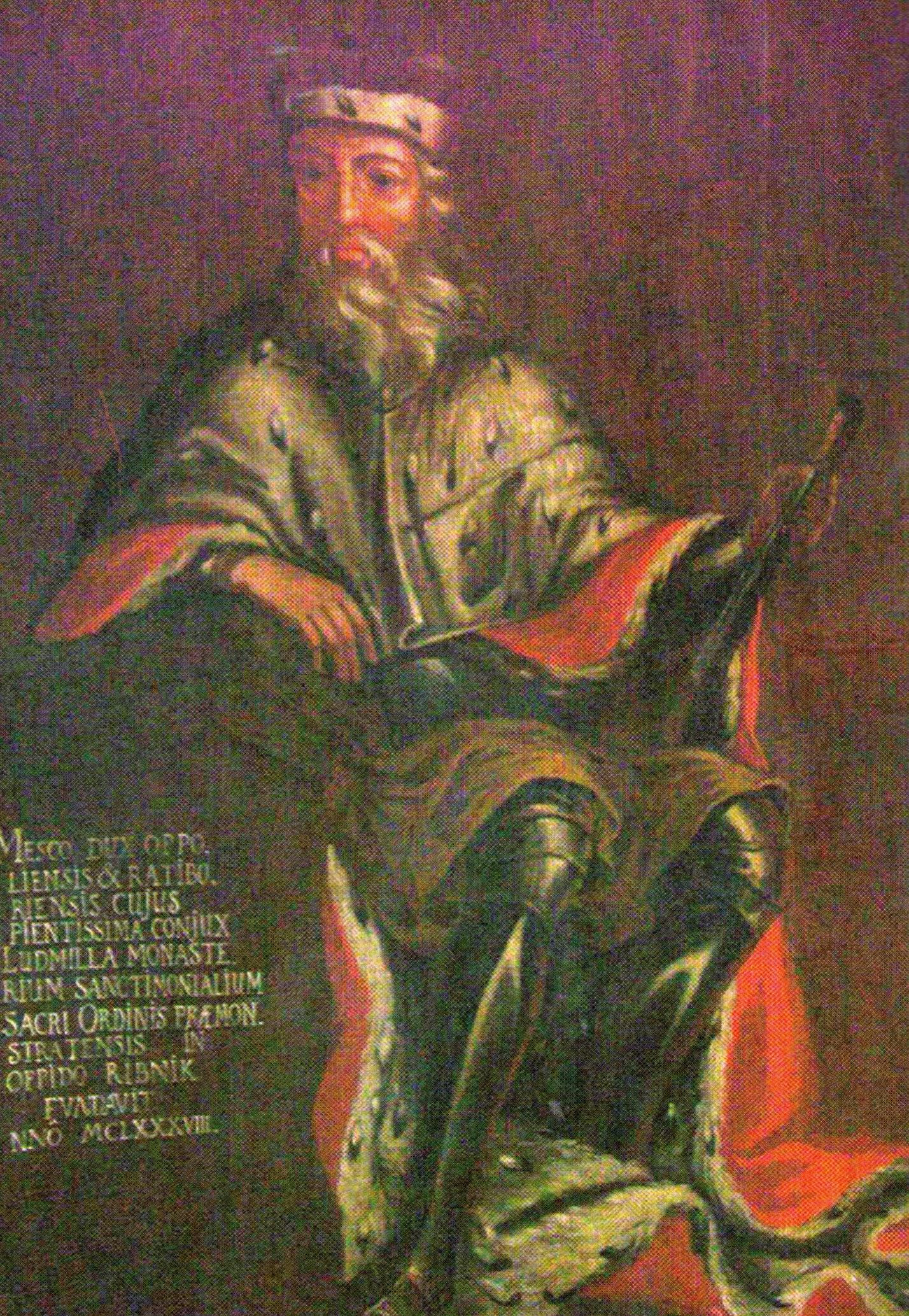
Representação de Miecislau IV

Miecislau IV da Polónia (em polonês/polaco:  Mieszko I Plątonogi) (n. ca. 1130 – f. 16 de Maio de 1211) foi Duque da Silésia de 1163 a 1173 (com o seu irmão como co-governante); Duque de Racibórz a partir de 1173; Duque de Opole a partir de 1202;  e, a partir de 9 de Junho de 1210, Duque da Cracóvia e Duque da Polónia.
Ele era o segundo filho de Ladislau II da Polónia e da sua esposa Inês de Áustria, filha do marquês Leopoldo III da Áustria e meia-irmã do rei Conrado III da Germânia. Em 1146, após a deposição do pai, Miecislau e a família viveram em Altemburgo, na Saxónia, onde Miecislau estudou em Michaelsberg e em Bamberga. Contudo, quando o pai faleceu, em 1159, Miecislau e os irmãos continuaram a luta para recuperar a sua herança. Três anos depois e graças à intervenção do imperador Frederico Barbarossa, Miecislau e o seu irmão Boleslau puderam regressar à Silésia.
A partir daí, Miecislau, como o seu irmão, lutou pelos seus territórios e conquistou-os: Silésia, Racibórz, Opole, Cracóvia e ainda a Polónia. Miecislau faleceu em 1211, um ano após o zénite da sua carreira: o ducado da Polónia (conquistado em 1210).

## Casamento e descendência
Em 1178, Miecislau casou com Ludmila (f. 20 de Outubro de 1210), cujas origens são desconhecidas.
Tiveram a seguinte descendência:
1. Casimiro I (n. ca. 1179/80 - f. 13 de Maio de 1230).
2. Ludmila (f. 24 de Janeiro (após) 1200).
3. Inês (f. 9 de Maio (após) 1200).
4. Eufrosina (f. 25 de Maio (após) 1200).
5. Riksa (f. (após) 24 de Setembro de 1239).

| Miecislau IV da Polónia Dinastia PiastNascimento: 1130 Morte: 16 de Maio 1211 |                                           |                                           |
| Precedido por: Boleslau da Polónia                                            | Duque da Silésia com Boleslau I 1163–1173 | Sucedido por: Boleslau I                  |
| Precedido por: nova criação                                                   | Duque de Racibórz 1173–1202               | Sucedido por: União com o Ducado de Opole |
| Precedido por: Henrique I, o Barbudo                                          | Duque de Opole 1202–1211                  | Sucedido por: Casimiro I                  |
| Precedido por: Lesco I                                                        | Duque da Polónia 1210–1211                | Sucedido por: Lesco I                     |